# Viken (Piteå socken, Norrbotten)
Viken är en sjö i Piteå kommun i Norrbotten och ingår i Piteälven-Lillpiteälvens kustområde. Sjön har en area på 0,0803 kvadratkilometer och ligger 0,4 meter över havet.

## Delavrinningsområde
Viken ingår i det delavrinningsområde (726039-175510) som SMHI kallar för Rinner mot Svensbyfjärden. Medelhöjden är 14 meter över havet och ytan är 9,69 kvadratkilometer. Det finns inga avrinningsområden uppströms utan avrinningsområdet är högsta punkten. Avrinningsområdets utflöde mynnar i havet, utan att ha någon enskild mynningsplats. Avrinningsområdet består mestadels av skog (30 procent), öppen mark (21 procent) och jordbruk (45 procent). Avrinningsområdet har 0,08 kvadratkilometer vattenytor vilket ger det en sjöprocent på 0,8 procent. Bebyggelsen i området täcker en yta av 0,09 kvadratkilometer eller 1 procent av avrinningsområdet.